# 風部
風部，為漢字索引中的部首之一，康熙字典214個部首中的第一百八十二個（九劃的則為第七個）。在傳統漢字中，風部歸於九劃部首；在中文簡化字中，其則歸在四劃。風部只以左方為部字。且無其他部首可用者將部首歸為風部。

## 部首單字解釋
1.是空氣因氣壓差面產生的水平流動所致。風的觀測包括風向和風速，風向分為十六方位，風速則以秒公尺為單位。地表的風可分為行星風系、地方風系。參見「風」條目。
2.自然景象。
3.教化、習俗。
4.儀範、格調、教養、氣質。
5.訊息、消息。
6.流言、傳言。
7.詩經六義之一。
8.歌謠、民歌。
9.動物牝牡相誘，即交配。
10.寵愛、寵幸。
11.六淫之一。
12.病理變化過程中的一種神經系統症候群，即肢體癱瘓的病，參見「中風」條目。
13.癲狂症，通瘋。
14.態度和作風。
15.乘涼。
16.借風力吹。
17.沒有實際根據的。
18.疾速的。
19.威勢。
20.廣被流行的。
21.又讀ㄈㄥˋ，①吹拂，比喻感化。②委婉勸告。

## 字形

甲骨文
金文
簡帛文字
秦系簡帛
大篆
小篆

## 名稱
- 漢語：風部（fēngbù，ㄈㄥ　ㄅㄨˋ）
- 日本：
- 韓國：

## 字例
| 除部首外之筆劃 | 字例 -{                                    |
| -------------- | ------------------------------------------ |
| 0              | 風(风)                                     |
| 2              | 䫸𩖙                                       |
| 3              | 䫹颩颪𩖞𩖛𩖜𩖚𩖡𩖝𩖳                       |
| 4              | 䫺䫻䫼䫽颫颬𩖫𩖧𩖲𩖬𩖣𩖰𩖦𩖨𩖥𩖩𩖢𩖤       |
| 5              | 䫾䫿䬀䬁䬂䬃颭颮颯颰颱𩖸𩗂𩗃𩖼𩖽𩖻𩖹𩖾𩗁𩖴 |
| 6              | 䬄䬅颲颳𩗏𩗅𩗊𩗄𩗉𩗈𩗆𩗋𩗇                 |
| 7              | 䬊䬆䬇䬈䬉颴颵𩗗𩗠𩗛𩗢𩗞𩗣𩗖𩗘𩗓𩗕𩗙𩗝𩗚𩗔 |
| 8              | 䬋䬌䬍䬎䬏䬐颶颷𩗩𩗴𩘄𩘃𩗬𩘁𩘂𩗩           |
| 9              | 䬑䬒䬓䬔䬕䬖䬗颸颹颺𩘐𩘇𩘌𩘖𩘋𩘚𩘓         |
| 10             | 䬚䬘䬙颻颼颽颾颿飀𩘪𩘫𩘬𩘣𩘨𩘩𩘎𩘡𩘦𩘠     |
| 11             | 䬛䬜飁飂飃飄𩘷𩘶                           |
| 12             | 䬝飅飆飇飉𩙂𩘸𩙃𩙄                         |
| 13             | 飋𩙋𩙌𩙍                                   |
| 14             | 䬞                                         |
| 15             | 䬟𩙔𩙕𩙑𩙓                                 |
| 18             | 飌飍 }-                                    |